# Тортуга
Тортуга (фр. Île de la Tortue, ісп. Isla Tortuga, — «острів-черепаха»; гаїт. креол. Latòti) — скелястий острів в Карибському морі на північний схід від Навітряної протоки. Острів відокремлений вузькою протокою Тортю (інша назва — протока Тортуги) шириною близько восьми кілометрів (чотири морські милі) від північно-західного берега острова Гаїті (Еспаньйола). Площа острова 180 км², входить до Північно-західного департаменту Гаїті. Острів має дуже скелясту поверхню, тому висадка на нього є досить складним завданням.
Назва острова пішла від його форми — при погляді з Еспаньйоли він нагадував гігантську морську черепаху. У XVII столітті острів Тортю (тоді так називалась Тортуга) був великим центром піратства в Карибському морі.

## Історія
Спочатку Тортуга була притулком для мисливців-буканьєрів з Еспаньйоли. 1605 року іспанський уряд залишив західну Еспаньйолу, але колоніальна поліція продовжувала нападати на мисливців. Гориста і неприступна з півночі й з єдиною гаванню на півдні, Тортуга була для буканьєрів надійним притулком. У 20-х роках XVII століття мисливці побудували там невелике селище поблизу гавані, в якому здавали житло заїжджим торговцям.
Пізніше селище розрослося внаслідок іммігрантів зі Старого Світу. Мисливці з Тортуги стали підробляти піратством, а після того, як наприкінці 1620-х років в цьому районі могутність Іспанії була істотно підірвана голландськими флотиліями, з гавані Тортуги стали здійснювати регулярні рейди флібустьєри, першим з яких був, за Ексквемеліном, П'єр Ле Гран. На рубежі 1630 та 1631 років острів зазнав нападу іспанців з Санто-Домінго, але це не привело до бажаних результатів, і піратські набіги продовжилися. З 1631 по 1635 роки Тортуга знаходилася під патронажем компанії «Providence».

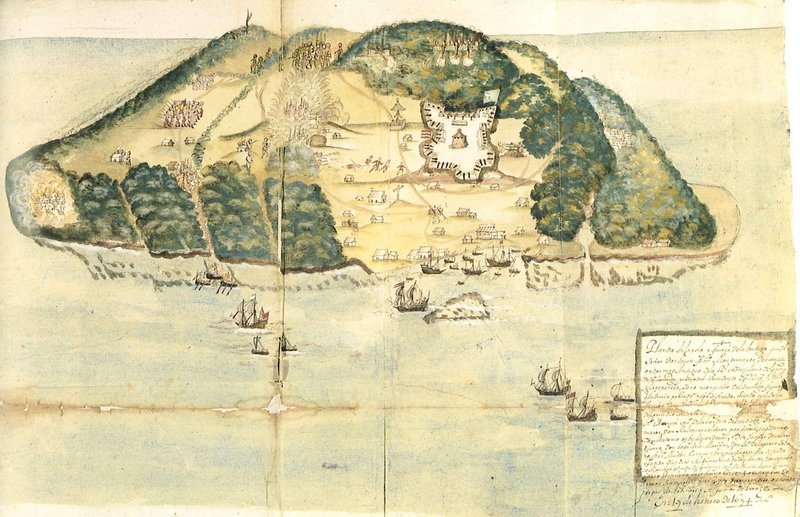
Малюнок острова. XVII ст.

На початку 1635 року Тортугу було пограбовано іспанцями, а в 1638 році на острів напала велика іспанська флотилія, що винищила майже всіх жителів. Французькі поселенці на Тортузі попрохали про допомогу в офіційних властей Франції, в результаті чого в 1642 році на острів був направлений губернатор, колишній капер Жан Ле Вассер. Будучи прекрасним військовим інженером, Ле Вассер збудував на Тортузі потужну фортецю, що захищала гавань, після чого обірвав всі зв'язки з Францією і наступні 12 років Тортуга стала справжнісіньким кублом піратства. У 1652 році Ле Вассера вбили, але новий губернатор, призначений владою, також потурав піратам.
У січні 1654 року на острів знов напали іспанці. Їм вдалося прогнати піратів, але закріпитись на острові їм не дали англійці, які інтенсивно діяли проти іспанської колонії Санто-Домінго. Аж до 1665 року Тортуга служила негласною піратською столицею, і лише з приходом губернатора Бертрана д'Ожерона острів повернувся під фактичну юрисдикцію Франції, хоча д'Ожерон і користувався послугами піратів, вважаючи їх найкращим захистом для острова.
Остаточно піратські бази на Тортузі були знищені лише в 1713 році, коли Франція офіційно оголосила піратство поза законом.

## Відео
- (англ.) (ісп.) «Method of Securing the Ports and Populations of All the Coasts of the Indies» з 1694, обговорюються питання, Tortuga з піратами